# The Cassandra Complex
The Cassandra Complex is een Britse elektro-band, die in de jaren tachtig werd opgericht.
Zanger van de band is Rodney Orpheus, een Noord-Ier die in de vroege jaren 80 in Leeds woonde. In het begin en midden van de jaren 80 waren de andere leden Paul Dillon en Andrew Booth. In 1984 brachten zij in eigen beheer twee singles uit; ze werden snel opgemerkt met het ironische 'Moscow Idaho', een postpunknummer dat vernoemd is naar het kleine, onbeduidende dorpje Moscow in de staat Idaho. Het werk verwerd tot een hit in het alternatieve clubcircuit, en werd ook populair in de Verenigde Staten. The Cassandra Complex ging deel uitmaken van de Electronic Body Music-scène, en kreeg erkenning in de gothic-cultuur. Tijdens haar eerste tournee door Europa werd de band uitgebreid met drie nieuwe leden, maar Dillon verliet de groep. Ze namen hun eerste album op, Grenade.
Mettertijd werd The Cassandra Complex een gevestigde newwave-waarde; toen het genre omstreeks 1990 uitdoofde, gingen ze verder met hun elektronische muziek, die sterk van synthesizers afhangt. Orpheus kreeg het imago van een in zichzelf gekeerde dichter, die zijn ideeën over een mystiek, verenigd Europa met seksuele vrijheid in krachtige teksten giet en verwerkt tot melodieuze, soms ietwat grillige songs. De bezetting van de band wijzigde in 1990, en later nogmaals in 1997. De Duitser Volker Zacharias voegde zich bij The Cassandra Complex, en bracht zijn gothic-achtergrond als nieuw element mee.
De geruchtmakendste albums van de groep, zoals Satan, Bugs Bunny and me en The War against Sleep, verschenen rond de overgang van de jaren 80 naar de jaren 90. Na Sex and Death, uit 1993, werd de band minder actief. Er kwam geen nieuw werk meer, Rodney Orpheus stichtte Sun God, en het leek erop dat The Cassandra Complex dood en begraven was. Ze pasten niet in de jaren 90; hun muziek had een eighties-gevoel. Aan het eind van het decennium ontstond echter een opleving van de new wave: synthesizers werden weer aanvaard, en er kwam een hernieuwde interesse voor het 'kunstmatige' geluid van vroeger. In 2000 maakte The Cassandra Complex een nieuw album, Wetware. Tot dusverre is het evenwel daarbij gebleven.
De thema's van The Cassandra Complex zijn herkenbaar: seks ('My Possession'), het mystieke ('V.A.L.I.S.'), de virtuele realiteit ('Cyberpunx') en het Europese probleem ('Nightfall over Western Europe'). Rodney Orpheus is een kosmopoliet, die zijn werk graag in een internationale context plaatst en voor de culturele clash belangstelling toont ('Jihad Girl'). De stijl van de groep is melancholisch, enigszins onheilspellend en ligt goed in het gehoor. The Cassandra Complex kan men zowel tot de elektronische als tot de gothic-muziek rekenen.

## Discografie

### Studioalbums
- 1986: Grenade
- 1988: Theomania
- 1989: Satan, Bugs Bunny, and me ...
- 1990: Cyberpunx
- 1992: The War against Sleep
- 1993: Sex & Death
- 2000: Wetware
- 2019: Grenade - Remaster
- 2019: Hardware- Remaster
- 2019: Software - Remaster
- 2022: The Plague
- 2024: Death & Sex

### Livealbums
- 1985: Live in Leather (1985, alleen cassette)
- 1987: Feel the Width
- 1992: Beyond the Wall of Sleep

### Compilaties
- 1985: Raging Sun
- 1986: Hello America
- 1987: Zarah Leander's Greatest Hits
- 1995: Work 1.0
- 2019: Dancing in Darkness
- 2019: Hello America - Remaster

### Singles en ep's
- 1985: March
- 1985: Moscow, Idaho
- 1986: Datakill
- 1987: Kill your Children/Something came over me/Angels In The Sky
- 1988: 30 Minutes of Death alias Gunship
- 1988: Penny Century
- 1990: Finland
- 1990: Nice Work
- 1991: Gnostic Christmas gratis bij gelimiteerde editie van War against Sleep
- 1994: Give me what I need
- 2000: Twice as Good
- 2019: Twice as Good - Remaster
- 2020: The Crown Lies Heavy on the King (Destroy Donald Trump Mix)

### Gerelateerde werken van Rodney Orpheus
- 1984: Third Circle – Last Night (producent)
- 1988: Set Fatale - Set Fatale (producent)
- 1990: Girls Under Glass – Positive (producent)
- 1992: Sisters of Mercy – Under The Gun (keyboards/Top of the Pops optreden)
- 1992: Catastrophe Ballet – Transition (producent)
- 1994: Die Krupps – Fatherland (remixer w/ Andrew Eldritch)
- 1995: Rodney Orpheus - Sun God (zang, instrumenten, producent, songwriter)
- 1995: Asylum– Vent (producent)
- 1996: Aurora Sutra – Passing Over in Silence Unto Nuit (producent)
- 1996: INRI – The Whole of Nature is Renewed by Fire (producent)
- 1996: Still Silent - Still Silent (zang, songteksten)
- 2000: Faith & the Muse – Vera Causa (remixer)
- 2002: Soil & Eclipse – Purity (remixer)
- 2003: Kraftwerk – Tour de France Soundtracks (technisch adviseur)
- 2004: LTJ Bukem – Planet Earth (producent)
- 2004: Beborn Beton – Another World (remixer)
- 2005: London Symphony Orchestra – Beethoven Classics (Creative Director)
- 2005: London Symphony Orchestra – Handel's Water Music (Creative Director)
- 2005: London Symphony Orchestra – Mozart Classics (Creative Director)
- 2005: London Symphony Orchestra – Tchaikovsky's The Nutcracker (Creative Director)
- 2005: London Symphony Orchestra – Bach Classics (Creative Director)
- 2005: London Symphony Orchestra – Tchaikovsky Classics (Creative Director)
- 2006: Future Sound of London  – A Gigantic Globular Burst of Anti-Static (producent)
- 2015: Within Temptation  - And We Run ft Xzibit (WholeWorldBand Edition) (remixer)
- 2020: Rodney Orpheus  - Sun God (2020 Remaster) (zang, instrumenten, producent, songwriter)
- 2020: Rodney Orpheus - Places Beginning with N (keyboards, producent, songwriter)
- 2022: Lifeline International - Come Together (vertolker)